# Лиманди
Лимандите (Limanda) са род актиноптери от семейство Писиеви (Pleuronectidae).
Таксонът е описан за пръв път от Карл Мориц Готче през 1835 година.

## Видове
- Limanda aspera – жълтопера камбала
- Limanda ferruginea – жълтоопашата лиманда
- Limanda limanda – писия
- Limanda proboscidea
- Limanda punctatissima – дългоноса лиманда
- Limanda sakhalinensis – сахалинска лиманда